# 山口健次
山口 健次（やまぐち けんじ、本名及び旧芸名：山口 健二・読み同じ、1963年5月10日  - ）は、日本の元俳優。岐阜県羽島市出身。ティー・アーティストに所属していた。

## 経歴・人物
岐阜県立羽島北高等学校卒業。高校生時代にはバンドを組んで活動していた。高校卒業後、インテリアデザイナーを目指して上京。1983年1月にモデルとしてスカウトされ、芸能界入り。1983年5月から約1年間「レッツゴーヤング」にサンデーズとして出演した後、1985年にザ・モータースポーツ・ミュージックのメンバーとしてレコードデビューする。グループ解散後は俳優に転向し活動を続けていたが、1993年頃に引退した。

## 出演作品

### テレビドラマ
- 深夜劇場「六本木天使」（1984年、テレビ朝日）
- 親にはナイショで…（1986年、TBS） - 日野原健路 役
- 女ともだち（1986年、TBS） - 坂上弘 役
- 大河ドラマ「翔ぶが如く」（1990年、NHK） - 有村雄助 役
- 優しいだけがオトコじゃない（1990年、テレビ東京） - 林 役
- 東京ストーリーズ 第22回「きつねのお見合い」（1990年3月29日、フジテレビ）
- 花王 愛の劇場「家族って」（1990年、TBS）
- それでも家を買いました（1991年、TBS） - 菅原一樹 役
- 七人の女弁護士 第1シリーズ 第9話「美人OLレイプ裁判! 妻の知らない夫の秘密」（1991年3月29日、テレビ朝日）
- 月曜ドラマスペシャル（TBS）
  - 「さそり 究極のセールスマンたち…」（1991年6月10日）
  - 「松本清張サスペンス 黒い画集・証言」（1992年10月19日） - 山岸進 役
- もう誰も愛さない（1991年、フジテレビ） - 林洋二 役
- ホテルウーマン（1991年、フジテレビ） - プラザタカトウ社員 役
- 月曜・女のサスペンス「盗まれた女 遺産相続に現れたもう一人の私」（1992年1月6日、テレビ東京）
- 悪いこと 第14回「形態」（1992年7月30日、フジテレビ）
- パ★テ★オ（1992年、フジテレビ）
- ネオドラマ「運命の扉」（1993年、テレビ朝日）

### オリジナルビデオ
- くノ一忍法帖II 聖少女の秘宝（1992年8月21日、キングレコード） - 天草扇千代 役

### 音楽番組
- レッツゴーヤング（1983年5月 - 1984年3月、NHK）